# ورك (زلاغي الشرقي)
ورك (بالفارسية: وارک) هي قرية تقع في إيران في قسم زلاغي الشرقي الریفي. يقدر عدد سكانها بـ 52 نسمة بحسب إحصاء 2016.